# One-Two-Five
"One-Two-Five" é uma música do 10cc lançada como primeiro single em 1980 do álbum Look Hear?. É uma referência ao tempo de 125 batidas por minuto do disco.

## Lançamento e promoção
"One-Two-Five" foi lançado como um primeiro single fora da América antes do álbum Look Hear?. A música foi promovida por um videoclipe dirigido por Russell Mulcahy baseado na ideia de Eric Stewart de 'disco-ectomia'.
O single falhou nas paradas no país natal da banda, o Reino Unido, que foi a primeira vez desde The Original Soundtrack, de 1974, que um single não seria um sucesso. No entanto, a música se tornou um dos dez melhores hits da Noruega.

## Integrantes
- Eric Stewart — vocais, guitarra elétrica
- Graham Gouldman — vocal, baixo, guitarra elétrica
- Paul Burges — bateria, percussão
- Rick Fenn — guitarra elétrica
- Stuart Tosh — vocais, percussão
- Duncan Mackay — sintetizador Yamaha CS-80

## Parada musical
| Parada (1980)                  | Parada musical |
| ------------------------------ | -------------- |
| Austrália (Kent Music Report)  | 82             |
| Países Baixos (Single Top 100) | 29             |
| Noruega (VG-lista)             | 9              |